# Sânger
Sânger é uma comuna romena localizada no distrito de Mureș, na região histórica da Transilvânia. A comuna possui uma área de 51.51 km² e sua população era de 2474 habitantes segundo o censo de 2007.